# Fonendoskop

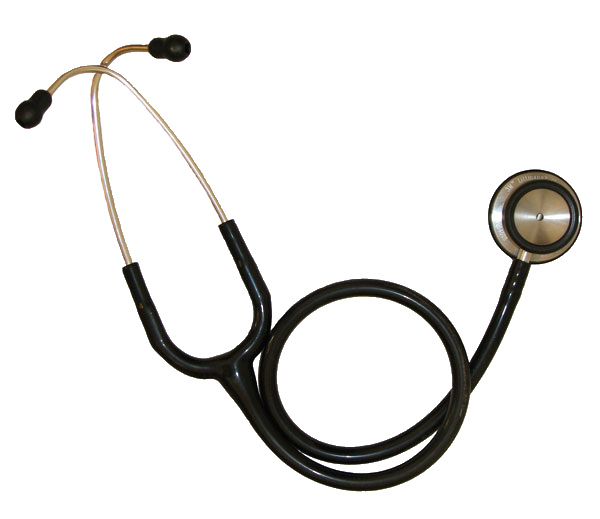
Moderní fonendoskop.

Fonendoskop (nástupce stetoskopu) je jednoduchý lékařský nástroj k poslechu a vyšetření pacienta. Používá se nejčastěji k vyšetření srdce (šelesty, tlukot srdce), plic (dýchání), při sledovaní střevních pohybů a velice často spolu s tonometrem k měření krevního tlaku. Stetoskop se oproti tomu využívá v porodnictví k poslechu ozev plodu.

## Vývoj

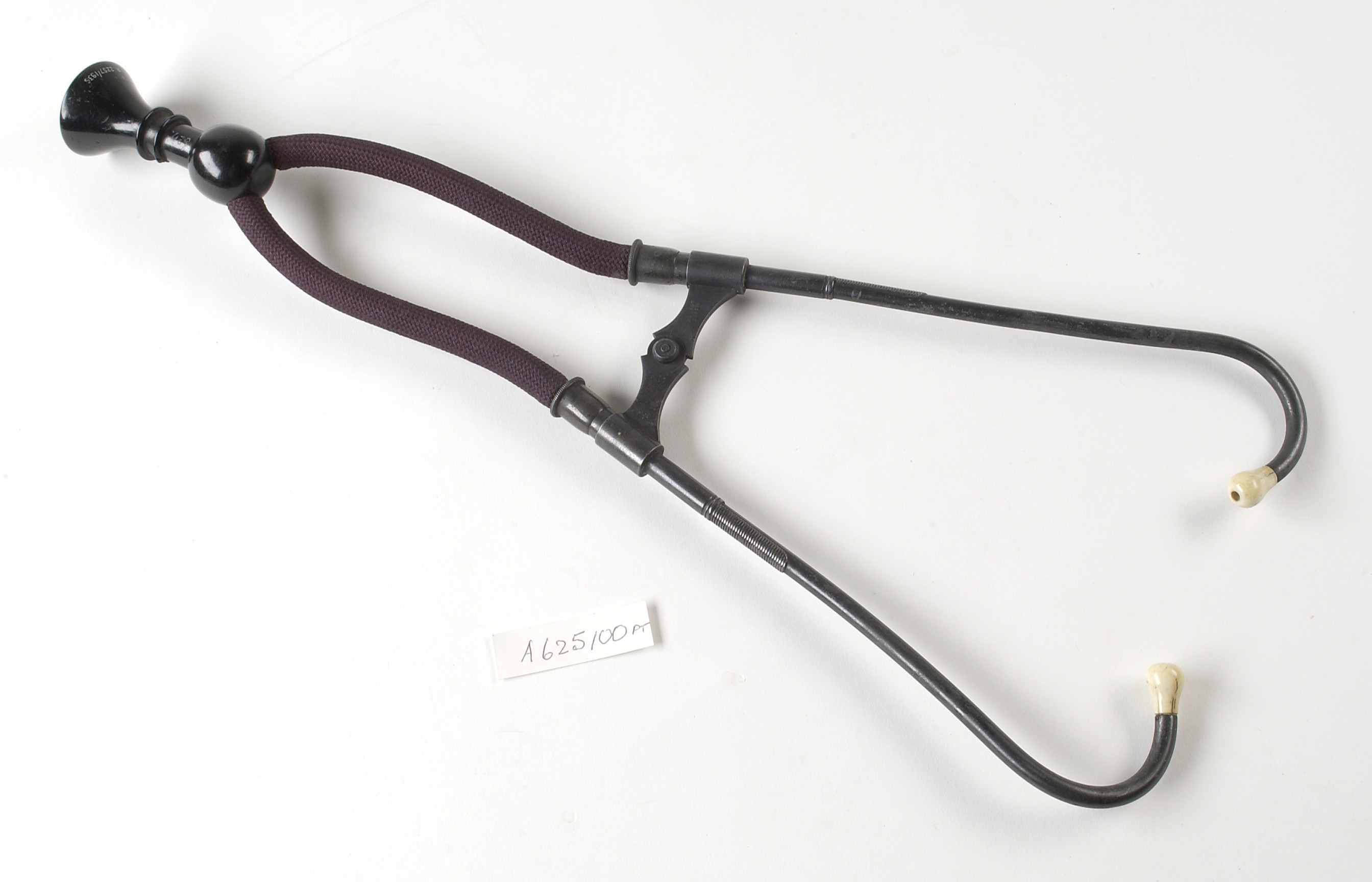
Stetoskop z 19. století

Stetoskop zvyšuje intenzitu zvuku, který lékař slyší. Skládá se z rozšířeného zvoncového konce, který se přikládá na tělo pacienta a zužující se trubice, kterou lékař přikládá ke svému uchu. Tuto jednoduchou pomůcku vynalezl francouzský fyzik a lékař René Théophile Hyacinthe Laënnec a popsal jej ve svém díle Traité de l’auscultation médiate (Paříž, 1819). Stetoskop byl tehdy velkým přínosem pro diagnostiku v medicíně.
Fonendoskop je vylepšený přístroj, který je používán v současnosti. K tělu pacienta se přikládá rozšířený konec s pružnou membránou, která přebírá kmity, které pak putují uzavřeným prostorem (pryžové hadičky) k oběma uším lékaře. Umožňuje tak lékaři lépe slyšet ozvěny orgánů v těle pacienta a zároveň blokovat ruch z okolí.